# Mega Maldives Airlines
Mega Global Air Services (Maldives) Private Limited, действующая как Mega Maldives Airlines — мальдивская авиакомпания со штаб-квартирой в Мале, осуществляющая регулярные и чартерные перевозки по аэропортам страны и за её пределы.
Портом приписки авиакомпании и её главным транзитным узлом (хабом) является международный аэропорт имени Ибрагима Насира в Мале.
Компания была основана в 2010 году, получила сертификат эксплуатанта 22 декабря 2010 года и спустя 6 дней выполнила свой первый рейс между Мале и международным аэропортом Ган.

## Операционная деятельность
21 января 2011 года Mega Maldives Airlines открыла свой первый международный маршрут между Ганом и гонконгским аэропортом Чхеклапкок, перевозки по которому, впрочем, продолжались всего пять дней. Позднее компания также пять дней летала в Гонконг из Мале. 16 июля 2011 года авиакомпания запустила регулярный маршрут Мале-Шанхай, а 22 июля того же — маршрут Мале-Пекин. В настоящее время наиболее длительный международный рейс перевозчика между Мале и сеульским аэропортом Инчхон.
На международных направлениях Mega Maldives Airlines обслуживает восемь регулярных маршрутов, шесть из которых в КНР (включая Гонконг), один в Сеул (Республика Корея) и ещё один в Корор (Палау).

## Маршрутная сеть
Мальдивы

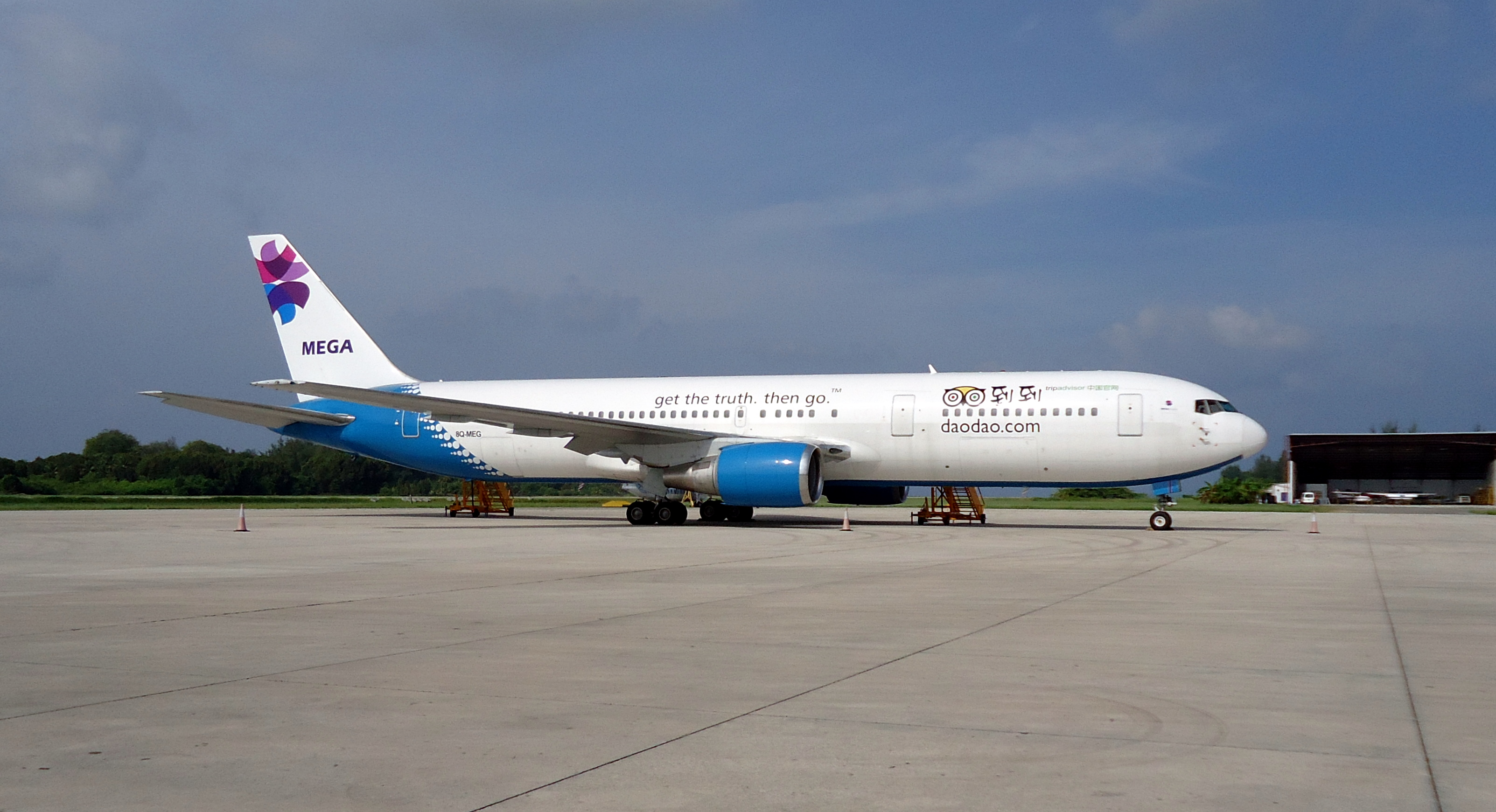
Boeing 767-300ER авиакомпании Mega Maldives Airlines в международном аэропорту Ган

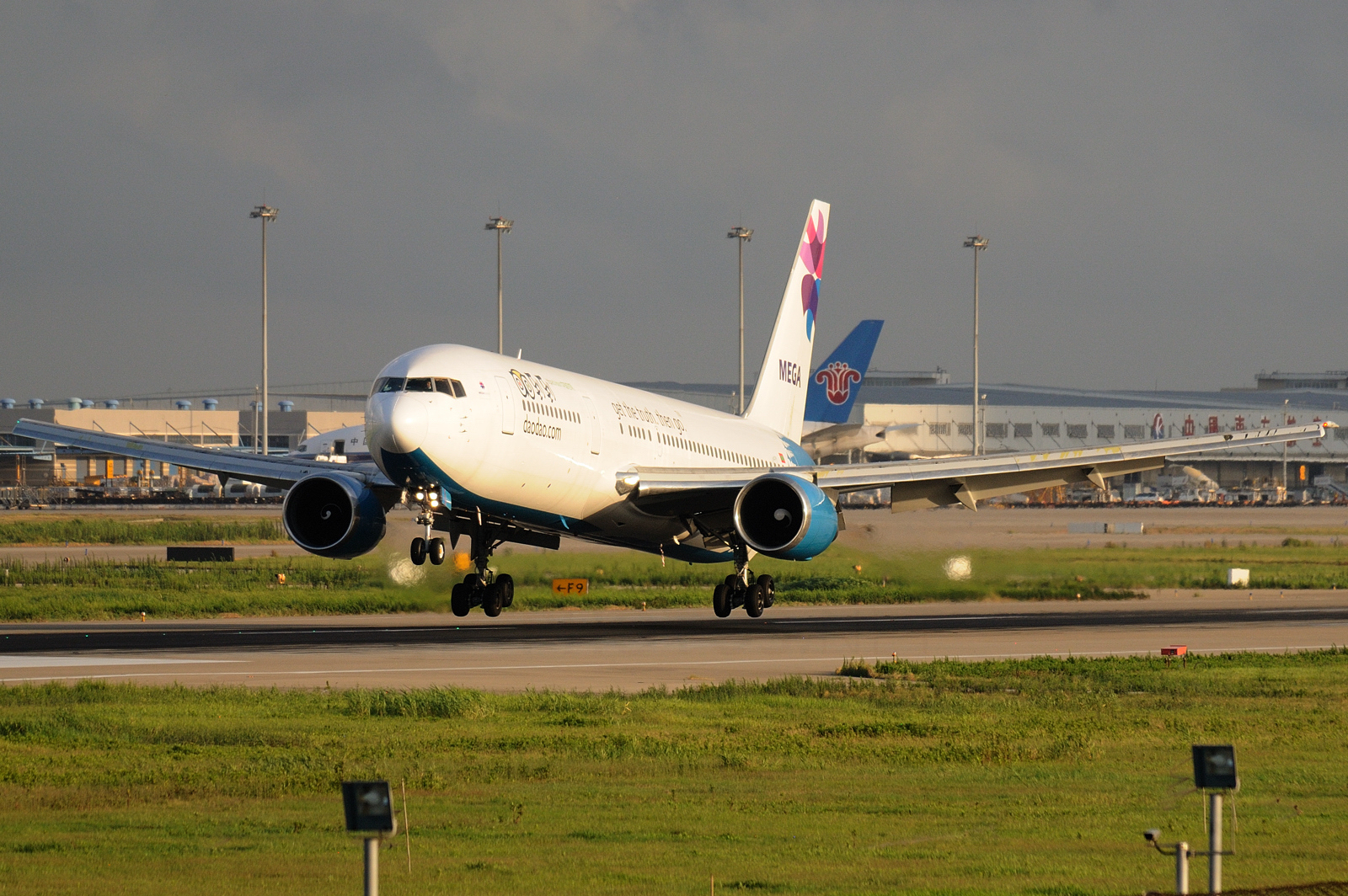
Взлёт Boeing 767-300ER авиакомпании Mega Maldives Airlines

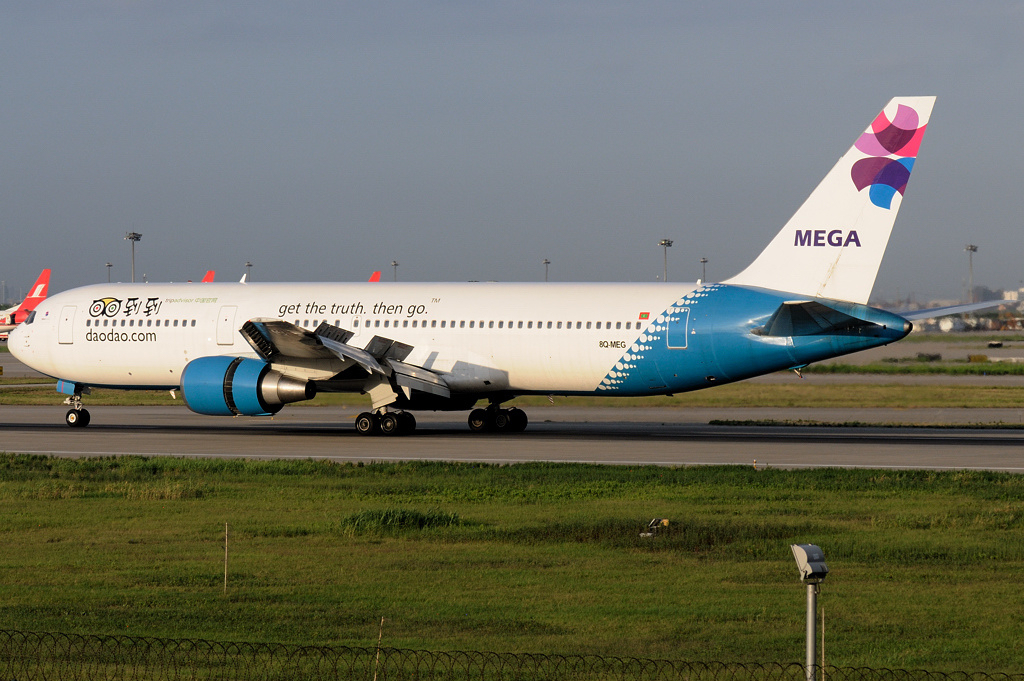
Boeing 767-300ER авиакомпании Mega Maldives Airlines

- Мале — международный аэропорт имени Ибрагима Насира хаб

Гонконг
- Гонконг — международный аэропорт Чхеклапкок

Китайская Народная Республика
- Пекин — международный аэропорт Шоуду
- Чунцин — международный аэропорт Чунцин Цзянбэй
- Шанхай — международный аэропорт Шанхай Пудун
- Чэнду — международный аэропорт Чэнду Шуанлю
- Ханчжоу — международный аэропорт Ханчжоу Сяошань

Республика Корея
- Сеул — международный аэропорт Инчхон

Палау
- Корор — международный аэропорт Палау

## Флот
В декабре 2012 года воздушный флот авиакомпании Mega Maldives Airlines составляли следующие самолёты: